# Aflatoxin

Kemisk struktur hos (–)-Aflatoxin B1

Aflatoxin är ett starkt och cancerframkallande gift, ett så kallat mykotoxin, som produceras av mögelsvamparna Aspergillus flavus, A. parasiticus och A. nomius. 
Dessa mögelsvampar kan växa på jordnötter och mandel, oljerika fröer till exempel solrosfrön, grödor som majs, ris, kryddor och bovete samt på torkad frukt, bland annat fikon. 
Giftet finns i flera kemiska former varav aflatoxin B1 är både den vanligaste och den giftigaste.

## Kontamineringsfaktorer

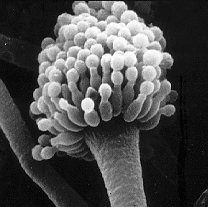
Aspergillus fumigatus som den ser ut under ett elektronmikroskop

Aflatoxin-producerande medlemmar av Aspergillus är vanliga och spridda i naturen.  De kan kolonisera och kontaminera sädesslag innan skörd eller under förvaring.  Sädesslag som är särskilt känsliga för att bli värd för infektion av Aspergillus efter lång exponering av hög luftfuktighet, eller skador från sådant som stressar växter, till exempel torka, en omständighet som gör den mer mottaglig.

## Förekomst i livsmedel
Toxinet kan bildas i felaktigt förvarade livsmedel, speciellt pistaschnötter, mandel och jordnötter.  Förnuftig hantering och förvaring av livsmedlen kan minimera risken för mögelangrepp och därmed aflatoxinbildning.  Jordnötter som importeras till Sverige måste åtföljas av ett intyg om aflatoxinhalt.
Jordnötter och jordnötssmör brukar innehålla spår av aflatoxin. På grund av aflatoxinriskerna bör man aldrig äta nötter som är missfärgade eller skrumpna.
Den 10 april 2013 upptäcktes förhöjda halter i mjölk som senare kunde härledas till ett parti foder.

### Gränsvärden
FN kommissionen som fastställer de internationella livsmedelsriktlinjerna Codex Alimentarius beslutade i oktober 2008 att höja gränsvärdena för aflatoxin från 4 till 10 mikrogram/kg efter påtryckningar från transnationella företag inom livsmedels- och bioteknikbranschen. EU kom därmed att runt årsskiftet 2008/2009 tvingas släppa in mandlar, hasselnötter och pistaschnötter med förhöjda halter som potentiellt kan orsaka levercancer. 
Europeiska kommissionen har därför valt att höja gränsvärdet till 10 μg/kg. Detta efter att ha övervägt ett yttrande från Vetenskapliga panelen för främmande ämnen i livsmedelskedjan vid Europeiska myndigheten för livsmedelssäkerhet, rörande en möjlig ökning av hälsorisken för konsumenterna om de befintliga gränsvärdena för aflatoxiner i mandlar, hasselnötter och pistaschmandlar samt produkter framställda därav skulle höjas. 
Panelen kom fram till att en ändring av gränsvärdena för den totala aflatoxinhalten i mandlar, hasselnötter och pistaschmandlar från 4 till 8 eller 10 μg/kg skulle få små effekter på den uppskattade exponeringen via kosten, cancerrisken och de beräknade exponeringsmarginalerna.

## Sjukdomspåverkan och bioaktiveringen
Aftlatoxin metaboliseras i kroppen av enzymerna CYP1A2 och CYP4A5 och bildar reaktiva epoxider. Dessa kan genom två vägar detoxifieras från kroppen. Genom glutationkonjugering eller genom hydrolysering av vatten till diol. Problemet är dock att dessa reaktiva epoxider även kan binda till vår DNA och bilda DNA-addukter som skadar levercellerna och ger upphov till cancer. 
Medicinsk forskning påvisar att en regelbunden diet som inkluderar flockblommiga växter såsom morötter, palsternacka, selleri, persilja, verkar kunna reducera de cancerogena effekterna av aflatoxin. 